# Petter Eldh

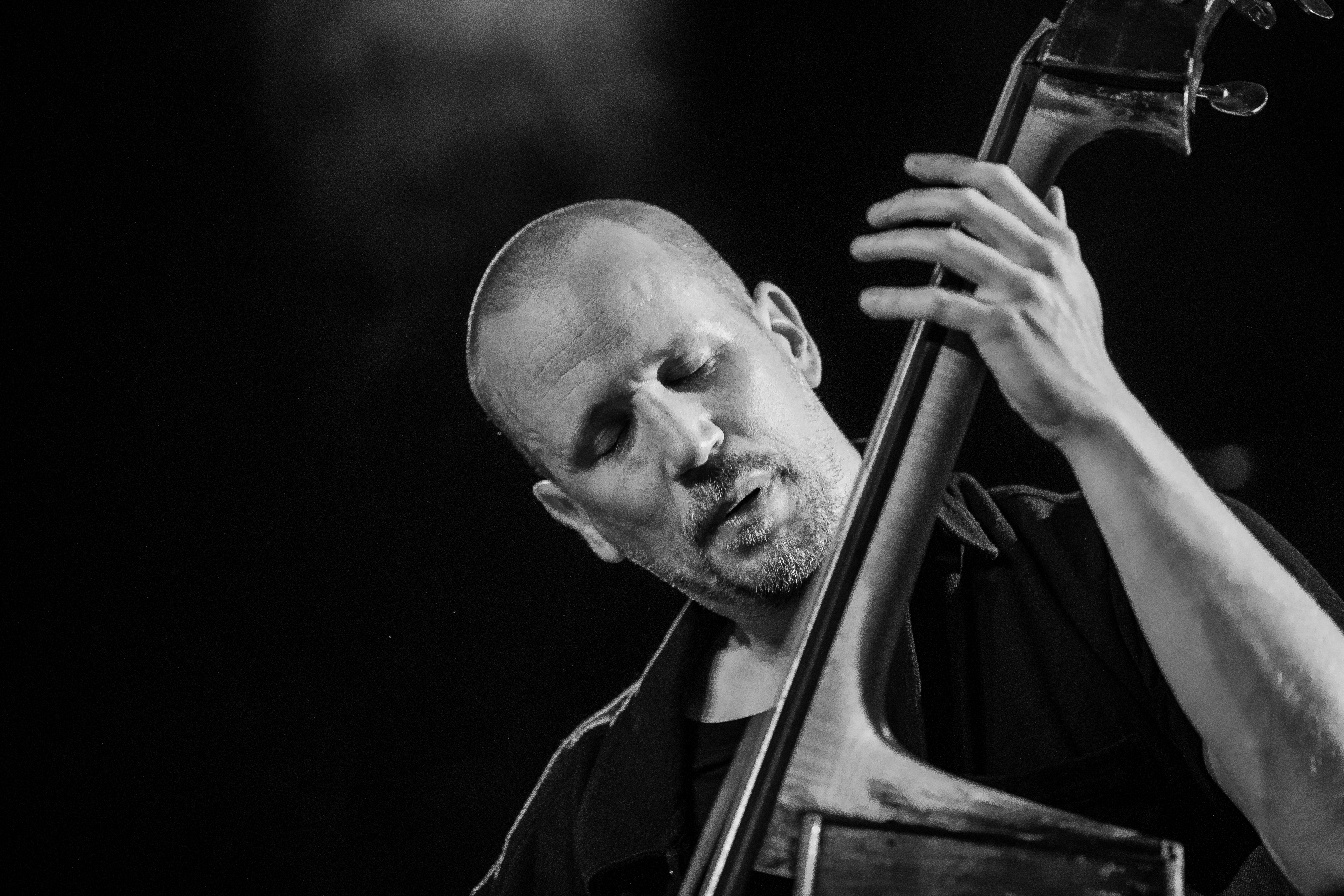
Petter Eldh auf der Bühne in Energimølla, Kongsberg 2024
Foto von Tore Sætre

Frans Petter Eldh (* 1983 in Göteborg) ist ein schwedischer Jazz-Bassist, der zunächst vorwiegend in Dänemark arbeitete. Er lebt in Malmö, Schweden.

## Leben und Wirken
Eldh wuchs in einer Künstlerfamilie auf (seine Mutter ist die Akkordeonistin Kiki Eldh) und hörte zunächst Hip-Hop-Musik. Mit 8 Jahren fing er an, Gitarre zu spielen und wechselte drei Jahre später zum Kontrabass, bevor er sich mit 13 Jahren unter dem Eindruck der Musik von Charlie Parker dem Jazz zuwandte. Seine erste musikalische Ausbildung erhielt er zwischen 1999 und 2002 an der Uddevalla Musikhochschule. Er setzte sein Studium von 2002 bis 2004 an der Jazz School von Skurup fort, um dann nach Kopenhagen zu ziehen, wo er 2009 am Rytmisk Musikkonservatorium seinen Master machte.
Eldh arbeitet seit Mitte der 2000er-Jahre u. a. mit Django Bates (an dessen Charlie-Parker-Tribut Conformation (2011) er mitwirkte), Marc Lohr, Philipp Gropper und in den Formationen Schneeweiss und Rosenrot und The World. Im Bereich des Jazz war er Tom Lord zufolge zwischen 2007 und 2020 an 39 Aufnahmesessions beteiligt, u. a. bei Marius Neset, Fredrik Kronkvist, Magnus Hjorth, Kit Downes (Vermillion), in Lucia Cadotschs Speak Low und mit Per Texas Johansson (Den sämsta lösningen av alla 2023). Weiterhin hat er Alben mit People Are Machines und Exil eingespielt; zu hören ist er auch auf Peter Evans’ Album Extra (2024).
Seit 2011 spielt er auch im Trio mit Wanja Slavin und Christian Lillinger, ferner im Trio Medusa Beats (mit Benoît Delbecq und Jonas Burgwinkel). Seit 2016 ist er auch im Trio mit Kaja Draksler und Christian Lillinger aktiv. Mit Kit Downes und James Maddren bildet er 2018 das Trio Enemy, das mehrere Alben veröffentlichte. 2019 gründete er das Quintett Koma Saxo mit gleich drei Saxophonisten.

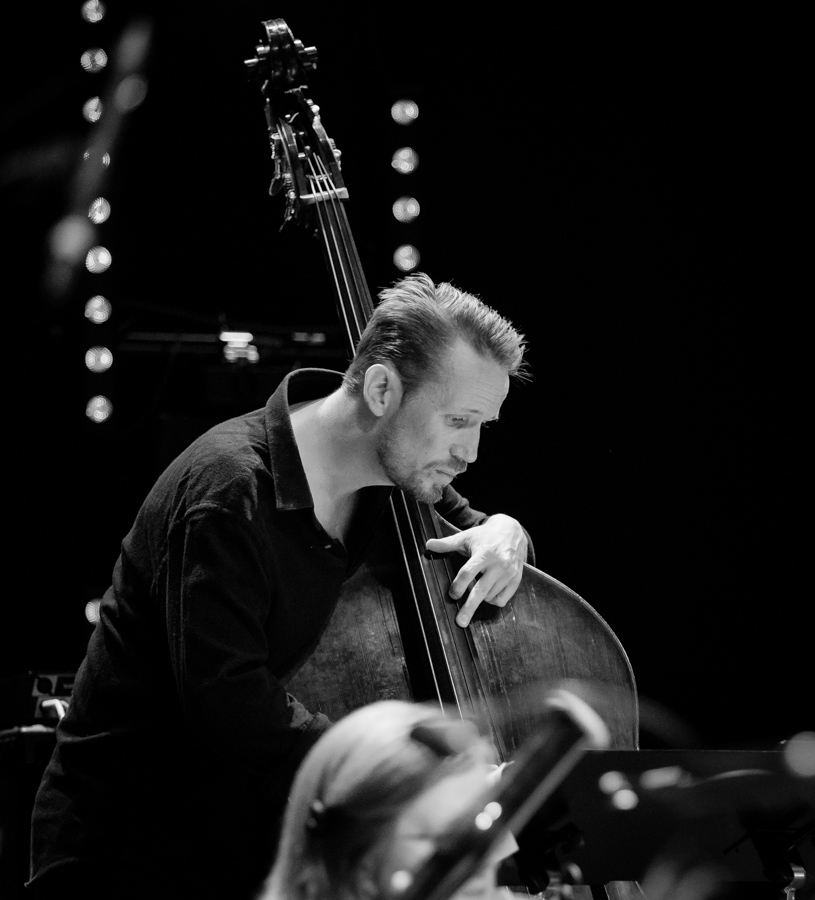
Petter Eldh, 2018

## Preise und Auszeichnungen
2006 gewann Eldh mit People Are Machines den Internationalen Jazzpreis von Getxo in Spanien und 2007 mit Exil den dänischen Preis Ung Jazz. Mit Schneeweiss und Rosenrot erhielt er 2012 den Neuen Deutschen Jazzpreis. Das Trio Punkt.vrt.Plastik, das er mit Christian Lillinger und Kaja Draksler bildet, erhielt als „Band des Jahres“ den Deutschen Jazzpreis 2022. Im selben Jahr ging der vom Land Rheinland-Pfalz und dem Südwestrundfunk vergebene SWR-Jazzpreis an Eldh für sein „energetisches Kontrabassspiel“ und seine innovativen Band-Projekte. 2024 erhielt er den Deutschen Jazzpreis in der Kategorie „Saiteninstrumente.“ Das kollaborative Projekt ØKSE und sein gleichnamiges Album wurde mit diesem Preis 2025 als „Album des Jahres international“ ausgezeichnet.

## Diskographische Hinweise
- Petter Eldh/Magnus Hjorth/Kazumi Ikenaga: Plastic Moon (Stunt Records, 2010)
- The World: There Is an Ocean Between Us (Hoob Jazz, 2010; mit Anton Eger, Fabian Kallerdahl)
- Schneeweiss & Rosenrot: Pool (Yellowbird, 2012; mit Johanna Borchert, Lucia Cadotsch, Marc Lohr)
- Slavin/Eldh/Lillinger: Starlight (Unit, 2013)
- Koma Saxo (We Jazz, 2019, mit Otis Sandsjö, Jonas Kullhammar, Mikko Innanen, Christian Lillinger)[11]
- Kaja Draksler, Petter Eldh, Christian Lillinger Punkt.vrt.Plastik Somit (Intakt, 2021)[12][13]
- Project Drums Vol. 1 (Edition Records, 2021, mit u. a. Savannah Harris, Eric Harland, Richard Spaven, Gard Nilssen, Nate Wood, James Madren)[14]
- Koma Saxo with Sofia Jernberg: Koma West (We Jazz, 2022, mit Otis Sandsjö, Jonas Kullhammar, Mikko Innanen, Kit Downes, Lucy Railton, Maria Reich, Christian Lillinger sowie Kiki Eldh)[2]
- BERGMAN LL feat. Savannah Harris (2022)
- Koma Saxo: Post Koma (2023), mit Sofia Jernberg, Jonas Kullhammar, Otis Sandsjö, Mikko Innanen, Maciej Obara, Christian Lillinger[15]
- Unionen: Unionen (We Jazz.2024), mit Per Texas Johansson, Ståle Storløkken, Gard Nilssen
- ØKSE: ØKSE (Backwoodz Studioz, 2024 mit Savannah Harris, Mette Rasmussen, Val Jeanty sowie ELUCID, billy woods, Maassai, Cavalier)